# Zeta Cassiopeiae
Zeta Cassiopeiae (ζ Cas / 17 Cassiopeiae / HD 3360 / HR 153) és un estel a la constel·lació de Cassiopea de magnitud aparent +3,67. S'hi troba aproximadament a 600 anys llum del sistema solar.
Zeta Cassiopeiae és un estel blau calent amb una temperatura de 21.000 K.
Encara que catalogat com subgegant de tipus espectral B2 IV, pot ser un estel encara en la seqüència principal amb una edat de 25 milions d'anys. És un estel massiu amb una massa de 9 masses solars, en el límit entre els estels que finalitzen la seva vida com a nanes blanques massives i aquelles altres que, superant aquest límit, exploten com a supernoves. Té un diàmetre 6,1 vegades major que el del Sol i brilla amb una lluminositat 6.400 vegades superior a la lluminositat solar, incloent-hi una important quantitat de radiació emesa com a llum ultraviolada.
Zeta Cassiopeiae experimenta lleugeres fluctuacions en la seva lluentor de 0,005 magnituds al llarg d'un període de 1,56 dies. Està classificada com a Estrella B polsant lenta (SPB) —versió freda i tènue de les variables Beta Cephei—, el prototip de la qual és 53 Persei. És la primera dins d'aquesta classe on s'ha trobat un camp magnètic; variacions en el vent estel·lar, modulat per aquest camp magnètic, han permès calcular el seu període de rotació —5,37 dies—, que correspon a una velocitat de rotació de 56 km/s, baixa per a un estel de les seves característiques.